# سوبوتیشته
سوبوتیشته (به صربی: Subotište) یک منطقهٔ مسکونی در صربستان است که در پچینتسی واقع شده‌است. سوبوتیشته ۹۴۲ نفر جمعیت دارد.